# ديمييفتسي
ديمييفتسي (بالبلغارية: Димиевци)‏ قرية تقع إدارياً ضمن تريافنا في بلغاريا. ويبلغ عدد سكانها 1 نسمة حسب تعداد 15 مارس 2015. تعتمد ديمييفتسي للبريد على الرمز البريدي 5363.